# Duetto buffo di due gatti
Il Duetto buffo di due gatti è un duetto per soprani che viene talvolta eseguito in serate di gala o in concerti, spesso come bis.

## Composizione
Il componimento è solitamente attribuito a Gioachino Rossini, ma non è stato scritto direttamente dall'autore pesarese: si tratta infatti di un brano composito, pubblicato nel 1825, e basato effettivamente su musiche in gran parte di Rossini (tratte dall'Otello, del 1816), ma anche di altro autore. Ad assemblare il brano fu, con qualche probabilità, il compositore inglese Robert Lucas de Pearsall, che preferì comunque firmarsi, nel pubblicarlo presso Ewer & Johanning, con lo pseudonimo di "G. Berthold".

## Musica e testo
La musica contiene, in ordine sequenziale, estratti da:
- Katte-Cavatine, del compositore danese Christoph Ernst Friedrich Weyse (Adagio);[2]
- Parte del duetto tra Otello e Jago nel secondo atto di Otello;
- Parte della cabaletta dell'aria Ah, come mai non senti, cantata da Rodrigo sempre nel secondo atto di Otello (Allegretto).

Il testo del duetto consiste interamente nella ripetizione della parola miau. 
Il brano è scritto per due voci femminili con l'accompagnamento del pianoforte, ma come pezzo buffo di intrattenimento è eseguito in concerto anche da voci maschili, o voci miste, o voci bianche.

## Incisioni discografiche
Il brano musicale è stato inciso, fra l'altro, nei seguenti album discografici:
- A Tribute to Gerald Moore, EMI Classics: Victoria de los Ángeles (soprano), Elisabeth Schwarzkopf (soprano), Gerald Moore (pianoforte), 2003 (riedizione da una distribuzione del 1969), conosciuto anche come Le Duo des Chats
- Sweet Power of Song, EMI Classics: Felicity Lott (soprano), Ann Murray (mezzosoprano), Graham Johnson (piano), 1990
- Duets for Two Sopranos, BIS: Elisabeth Söderström (soprano) e Kerstin Meyer (mezzosoprano), Jan Eyron (piano), 1992
- Wir Schwestern Zwei, Wie Schönen, Nightingale: Edita Gruberová (soprano),  Vesselina Kasarova (mezzosoprano) e Friedrich Haider (piano). Ultima traccia, indicata anche come Katzen-Duett
- Von ganzem Herzen, Catalyst: Montserrat Caballé, Montserrat Martí, 1998